# Henry Nathaniel Andrews
Henry Nathaniel Andrews ( Massachusetts, 15 de junio de 1910-Concord (Nuevo Hampshire), 3 de marzo de 2002) fue un botánico, paleobotánico, y profesor estadounidense.

## Semblanza
Era hijo de Henry Nathaniel Andrews y de Florence Hollings. Estudió en la Melrose High School. Se recibió de "BA en biología" en 1934, por el Massachusetts Institute of Technology. Estudió paleontología con Ray Ethan Torrey (1887-1956) en la Universidad de Massachusetts, y también con Edgar Shannon Anderson (1897-1969). Eso le permite estudiar en la Universidad Washington en San Luis, y allí obtiene su M.Sc. en 1937. Bajo la dirección de Robert Everard Woodson (1904-1963) se doctora en 1971 con Michael William Lefor (1943-2000). Estudió las plantas y su paleontología con Ray Ethan Torrey (1887-1956) en la Universidad de Massachusetts y con Edgar Shannon Anderson (1897-1969). Para esa época, estudia igualmente en la Universidad de Cambridge con Hugh Hamshaw Thomas (1885-1962) y frecuenta el Museo de Historia Natural de Londres.
Se casó con Elisabeth Claude Ham el 12 de julio de 1939. Al año siguiente, comenzó a enseñar botánica en la Escuela Henry Shaw de la Universidad de Washington. También participa en el Jardín Botánico de Misuri como paleobotánica desde 1947 a 1964. Se convirtió en el decano del Departamento de Botánica de la Universidad y miembro del consejo de gobierno de los EE. UU. en investigación geológica.
Andrews dejó San Luis en 1964 por la Universidad de Connecticut, donde trabajó hasta 1967, en el Departamento de botánica y el grupo de las ciencias sistemáticas y ambientales que dirigió hasta 1970. Se retiró en 1975 y se convirtió en miembro de ese mismo año, de la Academia Nacional de Ciencias.
Se especializó en clasificación de plantas con flores, principalmente en el estudio de las floras del Carbonífero y del Devónico.
Era experto en varios idiomas, en herbario, gestión de la información, edición, diseño y diagramación, ilustración científica.

## Algunas publicaciones
- The Fossil Hunters. 1980, con Patricia G. Gensel (1944-)
- Plant Life in the Devonian. 1984

### Coautor
- Parte de las forrajeras fósiles del Tratado de Paleobotánica de Edouard Léon François Boureau (1913-1999)

## Honores
Miembro
- activo de la Sociedad de Botánica de Connecticut y se desempeñó como editor de su boletín entre 1980 - 1993
- Botanical Society of America
- Geological Society of America
- American Association for the Advancement of Science
- Torrey Botanical Society
- Editor asociado de Rhodora (Diario del Club Nueva Inglaterra Botánico) y revisor de las revistas Rhodora, Gestión Ambiental, y de los humedales. También fue un revisor para la Flora de América del Norte, Jardín Botánico de Misuri, San Luis.

- La abreviatura «H.N.Andrews» se emplea para indicar a Henry Nathaniel Andrews como autoridad en la descripción y clasificación científica de los vegetales.[2]